# 南庄内村 (静岡県)
南庄内村（みなみしょうないむら）は静岡県の西部、敷知郡・浜名郡に属していた村である。現在の浜松市中央区西部、庄内半島中部にあたる。

## 地理
- 湖沼：浜名湖、庄内湖

## 歴史
- 1889年（明治22年）4月1日 - 町村制の施行により、協和村、和田村、庄内内山村が合併して敷知郡南庄内村が発足。南庄内村尋常小学校（改称を繰り返して後の浜松市立南庄内小学校となる）が設立される。
- 1896年（明治29年）4月1日 - 郡制の施行により所属郡が浜名郡に変更。
- 1955年（昭和30年）4月1日 - 村櫛村・北庄内村と合併して庄内村が発足。同日南庄内村廃止。
- 1965年（昭和40年）7月1日 - 庄内村が浜松市に編入。
- 2007年（平成19年）4月1日 - 浜松市が政令指定都市に移行し、旧村域は西区の所属となる。
- 2014年（平成26年）3月 - 浜松市立南庄内小学校が閉校となる。
- 2024年（令和6年）1月1日 - 浜松市の行政区再編に伴い、旧村域が中央区となる。

## 出身有名人

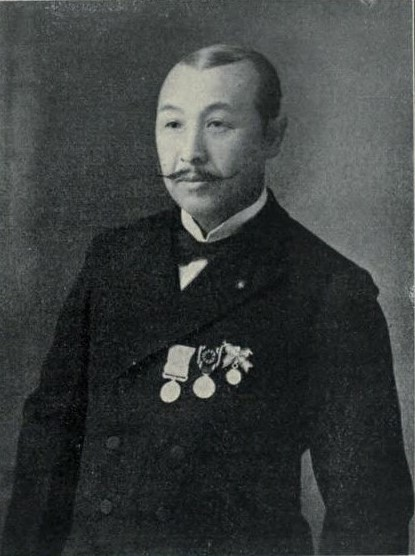
織田利三郎

- 織田利三郎 - 南庄内村の織田家に養子し、浜松田町で雑貨商を営み、「静岡県生姜、糸瓜、蕃椒、落花生同業組合」を設立して輸出農産物の生産奨励に尽力、浜松町農会の会長を30年以上務めた[1]。